# اتفاقية إعلان الحق في العلم للدول التي ليس لديها ساحل
اتفاقية إعلان الحق في العلم للدول التي ليس لديها ساحل لعام 1921 هي معاهدة متعددة الأطراف معترف بها قانونا أن الدولة غير الساحلية يمكن أن يكون لها العلم البحري للدولة وهذا يعني أن الدولة غير الساحلية يمكنها تسجيل السفن والإبحار بها عبر البحر باستخدام علمها الخاص.

## الخلفية
في العقدين الأولين من القرن 20 كانت هناك شكوك حول ما إذا كان يمكن للدولة الساحلية تسجيل السفن البحرية والأذن لها بالإبحار تحت علمها: فرنسا والمملكة المتحدة وكانت بروسيا قد جادلت بأن مثل هذا الحق غير موجود لها لأنها دولة غير ساحلية وليس لديها القدرة على السيطرة على سلوك سفن تحمل علمها بسبب عدم قدرة الدولة على الوصول إلى الموانئ دون تحفظ. قبل الحرب كانت سويسرا قد نفت عدة طلبات لسفن تجارية رفع العلم السويسري.

## الإنشاء والتصديق والتأثير
بعد الحرب العالمية الأولى أنشأت عدة دول غير ساحلية جديدة مثل تشيكوسلوفاكيا والنمسا وهنغاريا مما تسببت في إعادة نظر القوى العظمى في القضية. شملت معاهدة فرساي الأحكام التي وافقت لألمانيا بالسماح لهذه الدول غير الساحلية بالعبور عبر البحر بحرية وعمل الموظفين من خلال الأراضي الألمانية إلى الموانئ البحرية والذي أشار إلى أن هذه الدول قد يكون لها أيضا سفن تجارية خاصة بها في مثل هذه المنافذ. تم إنشاء إعلان لتعكس توافق جديد. اختتم الإعلان في 20 أبريل 1921 بالتوقيع عليه من قبل 25 دولة في برشلونة بإسبانيا في عصبة الأمم على الاتصالات والعبور كإضافة لاتفاقية برشلونة الأطول والنظام الأساسي على نظام الطرق المائية الملاحية ذات الاهتمام الدولي الذي كان اختتم في نفس اليوم. دخل الإعلان حيز النفاذ في 8 أكتوبر 1921.
اعتبارا من عام 2013 تم التصديق على الإعلان من قبل أكثر من 50 دولة ويعترف القانون الدولي بحق أي دولة أن تبحر بالسفن في البحر تحت علمها الخاص. اليوم العديد من الدول غير الساحلية لديها أساطيل سفن تجارية بما في ذلك النمسا وأذربيجان وبوليفيا وإثيوبيا وهنغاريا ولاوس ولوكسمبورغ ومنغوليا ومولدوفا وباراغواي وسلوفاكيا وسويسرا.

## النص
نص إعلان الدول: